# Telemadrid INT
Telemadrid INT (estilizado en el logotipo como TeleMadrid INT) es un canal de televisión por suscripción internacional de origen español-madrileño, propiedad de la radiodifusora pública Radio Televisión Madrid (RTVM) que emite para España, Europa, América y el resto del mundo. Fue lanzado al aire el 3 de febrero de 2020, 7 años después del cierre de Telemadrid SAT.

## Historia
Anteriormente, la radiodifusora pública madrileña tuvo un canal de televisión dedicado a los madrileños que están fuera de la Comunidad de Madrid llamado Telemadrid SAT (abreviatura de Telemadrid Satélite), que fue lanzado al aire el 15 de septiembre de 1997, en la plataforma española de satélite Vía Digital, sin embargo, el canal fue cerrado el 1 de enero de 2013, debido a los graves problemas económicos por los que atravesó Radio Televisión Madrid desde 2004 hasta 2014, con un ERE de 925 trabajadores que se ejecuta a partir del 5 de enero y que deja la parrilla de programación en mínimos y totalmente externalizada a excepción de los informativos. No obstante, después de 7 años y 1 mes, Radio Televisión Madrid relanzó su canal internacional el 3 de febrero de 2020, esta vez como Telemadrid INT, a través de Euskaltel, Telecable, R, y Orange TV.
El 8 de marzo de 2022, el canal se incorpora en Movistar Plus+ en pruebas, el 15 de marzo de ese mismo año, se incorpora el canal en Castilla-La Mancha en pruebas. Finalmente, el 31 de marzo de 2022, el canal se ha incorporado al dial de la plataforma después de varias semanas de pruebas, y también se convierte el primer canal autonómico internacional que emita en Alta Definición.
El 1 de julio de 2024, TeleMadrid INT estrena sus emisiones a través de YouTube, convirtiéndose en el cuarto canal autonómico internacional (junto con TVG Europa de Galicia, Canal Sur Andalucía de dicha comunidad autónoma e IB3 Global de Islas Baleares) en emitir programación propia en dicha plataforma.

## Programación
Su programación es idéntica, en líneas generales, a la de Telemadrid convencional que emite por TDT para la Comunidad de Madrid. La única excepción es cuando Telemadrid emite cine, series, deportes o programas para las que no tiene derechos de emisión fuera de la Comunidad de Madrid, en esos momentos Telemadrid INT pasa a emitir redifusiones de programas que habían sido emitidos días antes en La Otra.

## Imagen corporativa
El actual logotipo de Telemadrid INT es el mismo que su canal homólogo (dicha identidad de la cadena estrenada el 17 de septiembre de 2017, dentro de una renovación completa de la imagen corporativa de Radio Televisión Madrid), se trata de una estrella de cinco puntas rombos rodeada por formas geométricas variables. Aunque el rojo y el blanco de la bandera de la Comunidad de Madrid son los elementos centrales, el logotipo se adapta a diferentes posicionamientos y colores. De este modo, también puede ser utilizado en redes sociales y soportes interactivos. El nuevo diseño es obra de las agencias barcelonesas Mucho y Cómodo Screen.

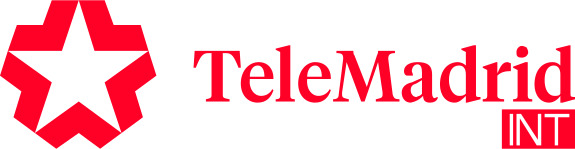
2020 - presente
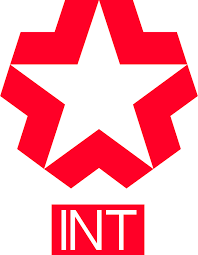
Logotipo alternativo usado desde 2020